# Кисыръя
Кисыръя (устар. Кисыр-Я) — река в России, протекает по Ханты-Мансийскому АО. Устье реки находится в 103 км по левому берегу реки Сысконсынгъя. Длина реки составляет 11 км.
Высота устья — 24 м над уровнем моря.
- В 11 км от устья, по левому берегу реки впадает река Мань-Кисыръя.
- В 11 км от устья, по правому берегу реки впадает река Яныг-Кисыръя.

## Данные водного реестра
По данным государственного водного реестра России относится к Нижнеобскому бассейновому округу, водохозяйственный участок реки — Северная Сосьва, речной подбассейн реки — Северная Сосьва. Речной бассейн реки — (Нижняя) Обь от впадения Иртыша.
Код объекта в государственном водном реестре — 15020200112115300028268.